# 下館二高前站
下館二高前站（日语：／ Shimodatenikoumae eki */?）是位於茨城縣筑西市岡芹848番3號，真岡鐵道的真岡線車站。
車站通稱為「二高前」（日语：／），在車內廣播和部分車費表中會以「二高前」標示。

## 歷史
- 1988年（昭和63年）4月11日 - 東日本旅客鐵道真岡線由真岡鐵道接管，此站啟用[1]。

## 車站構造
此站是地面車站，設有1面1線的單式月台。此站是無人車站。車站出入口設於南北2處。月台與出入口之間設有斜道，但是由於斜道坡段較急，一般輪椅使用者難以自行使用斜道。
在月台後方設有單車停泊處。由於在住宅區內，加上為新設車站，因此沒有站前廣場、停車場和廁所。車站周邊沒有資訊板。

## 使用狀況
以下為近年乘車人次變化。
| 乘車人次變化 | 乘車人次變化     | 乘車人次變化       |
| 年度         | 1日平均 乘車人次 | 1日平均 上下車人次 |
| ------------ | ---------------- | ------------------ |
| 1998         |                  | 137                |
| 1999         |                  | 138                |
| 2000         |                  | 210                |
| 2001         |                  | 123                |
| 2002         |                  | 100                |
| 2003         |                  | 98                 |
| 2004         |                  | 89                 |
| 2005         |                  | 88                 |
| 2006         |                  | 89                 |
| 2007         | 32               | 77                 |
| 2008         | 34               | 107                |
| 2009         | 34               | 71                 |
| 2010         | 51               | 130                |
| 2011         | 37               | 75                 |
| 2012         | 48               | 92                 |
| 2013         | 48               | 90                 |
| 2014         | 44               | 93                 |
| 2015         | 43               | 86                 |
| 2016         | 51               | 94                 |
| 2017         | 40               | 77                 |
| 2018         | 49               | 122                |

## 車站周邊
車站附近為住宅區。車站南邊在車站啟用前已經發展完成，北邊是在近年土地整理後新建住宅區。
- 筑西市立下館中學（日语：筑西市立下館中学校） - 車站東邊步行約2至3分鐘。
- 茨城縣立下館第二高等學校（日语：茨城県立下館第二高等学校） - 位於下館中學北邊。車站東邊步行約3分鐘。
- 筑西市道之車站循環巴士（由關鐵紫色巴士（日语：関鉄パープルバス）運行）下館二高前巴士站 - 鄰接下館第二高校，與車站一段距離。步行6分鐘。
- 筑西市立下館小學（下館城蹟） - 東南方步行約10分鐘。
- 國道294號（日语：国道294号）
- 國道50號（下館繞道（日语：下館バイパス））
- 五行川（日语：五行川）
- Marushin樂器
- 北筑波農業協同組合總店
- 下館學校膳食中心
- 不動堂 - 市指定文化財（建築物）[4]
- 月海山觀喜院【廢寺】石佛 - 市指定文化財（彫刻）[5]
- 佐藤英信之墓 - 市指定文化財（史跡）[6]
- 月海山觀喜院醫王寺【廢寺】藪椿 - 市指定文化財（自然紀念物）[7]
- 上羽黑神社
- 定林寺 - 縣指定文化財（工藝品）之板碑[8]和銅鐘[9]。

## 相鄰車站
真岡鐵道
真岡線
下館－下館二高前－折本

## 注腳
1. 1 2  曾根悟（監修）. 朝日新聞出版分冊百科編集部（編集） , 编. . 週刊朝日百科. 21号 関東鉄道・真岡鐵道・首都圏新都市鉄道・流鉄. 朝日新聞出版. 2011-08-07: 18–19 （日语）.
2. ↑  真岡市統計書
3. ↑  筑西市統計要覧
4. ↑  .   [2020-06-20]. （原始内容存档于2021-12-09） （日语）.
5. ↑  .   [2020-06-20]. （原始内容存档于2021-12-09）.不動堂鄰近位置。
6. ↑  .   [2020-06-20]. （原始内容存档于2021-12-09） （日语）.。不動堂西北方。
7. ↑  .   [2020-06-20]. （原始内容存档于2021-12-09） （日语）.。不動堂南方。
8. ↑  .   [2020-06-20]. （原始内容存档于2021-01-07） （日语）.
9. ↑  .   [2020-06-20]. （原始内容存档于2021-01-08） （日语）.

## 外部連結
- 下館二高前站 （页面存档备份，存于）（日語） - 真岡鐵道官方網站